# Niphetodes
Niphetodes — род стафилинид из подсемейства Omaliinae.

## Описание
Надкрылья по длине длиннее или равны длине переднеспинки.

## Систематика
К роду относятся:
- вид: Niphetodes kreissli Zerche, 1990
- вид: Niphetodes redtenbacheri Miller, 1868
- вид: Niphetodes schoenmanni Zerche, 1990
- вид: Niphetodes semicarinatus Zerche, 1990
- вид: Niphetodes spaethi Ganglbauer, 1900